# Ливански кедър
Ливанският кедър (Cedrus libani) е вид кедрово дърво, специфично за планините от средиземноморския район. Той е вечнозелено иглолистно дърво, което достига до 40 m височина и до 2,5 m диаметър на стъблото. Короната му е конична в първите години от израстването, като с напредването на възрастта му става все по-разклонена.
Ливанският кедър се среща в Ливан, западна Сирия и в северните, и централни части на Турция. Негови вариетети (според някои автори – отделни видове) се срещат в северозападна Турция, Кипър и планините на Алжир, Мароко и северозападна Африка. Днес най-достолепните представители на ливанските кедрови гори, покривали някога цялата страна, могат да се видят в района на Бешар, северен Ливан. Около 400 дървета, на възраст от 1200 до 2000 години, растат на височина 2000 m по склоновете на планината, чийто първенец, връх Корнет ес-Сауда, се издига на 3100 m. Ливански кедър използвал цар Соломон за градежа на своя храм и дворец, фараоните правели от него саркофази и „слънчеви кораби“.